# Hammam Bey

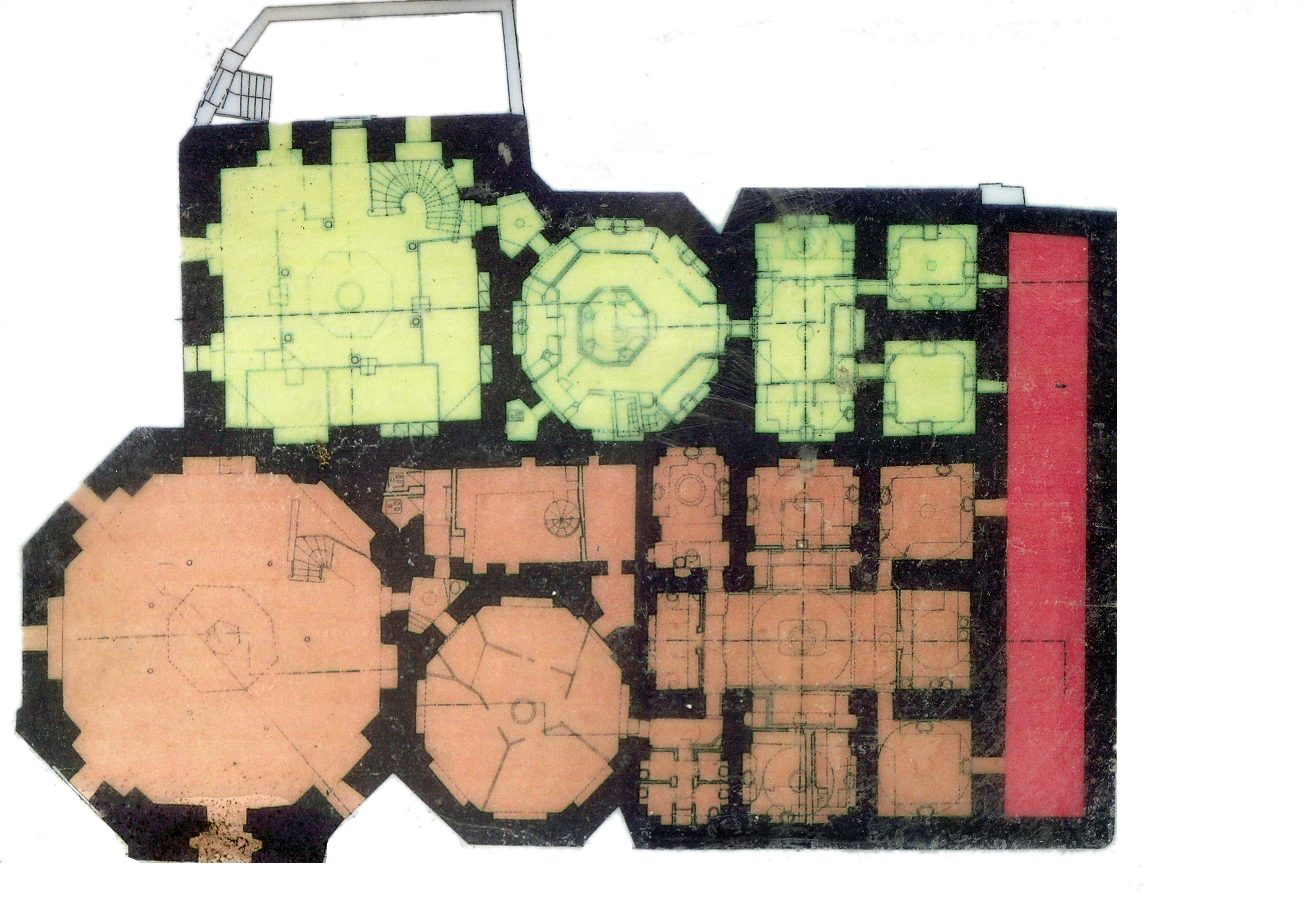
Plan du hammam Bey. En jaune-vert, la partie réservée aux femmes, en orange celle dédiée aux hommes. En rouge figure la citerne.

Le hammam Bey (en grec moderne : Μπέη Χαμάμ), également connu sous l'appellation Bains du Paradis, est un édifice de bains turcs situé le long de la rue Egnatía (en) à Thessalonique, au sud-est de la Panagía Chalkéon.

## Histoire
Construit en 1444 par le sultan Mourad II, c'est le premier bain ottoman de Thessalonique et le plus important encore existant en Grèce : à ce titre, il fait partie des principaux vestiges du passé ottoman de Thessalonique et de la Grèce en général.
Les bains restèrent en usage, sous le nom de Bains du Paradis, jusqu'en 1968, et furent remis au service archéologique grec en 1972. Après le séisme de 1978 qui frappa durement Thessalonique, ils furent restaurés, et ils sont utilisés aujourd'hui pour des événements culturels (expositions temporaires), tandis qu'une annexe à l'est est devenue la principale boutique du Fonds des Recettes archéologiques du Ministère de la culture.

## Description
C'est un bain double, avec deux parties séparées pour les hommes et les femmes. La partie réservée aux hommes est la plus spacieuse et la plus luxueuse, mais chacune suit le même plan tripartite — une succession de trois pièces, chambre froide, tiède et chaude. Une grande citerne rectangulaire flanque les bains sur le côté est et garantit leur alimentation en eau.
Les bains pour les hommes comprennent une grande salle froide, de forme octogonale, avec une galerie reposant sur des colonnes, des fenêtres à arcade, et une coupole au décor peint. Elle est suivie, au sud-est, par la chambre tiède, également octogonale, avec une coupole pourvue d'occuli et d'un riche décor peint de végétaux. Plus à l'est encore se trouve le complexe des chambres chaudes, ordonnées autour d'une grande salle cruciforme, au centre de laquelle la table de massage est toujours en place. Huit petites chambres chaudes et tièdes ouvrent sur cet espace et sont pourvues de bassins et de bancs de marbre.

## Galerie

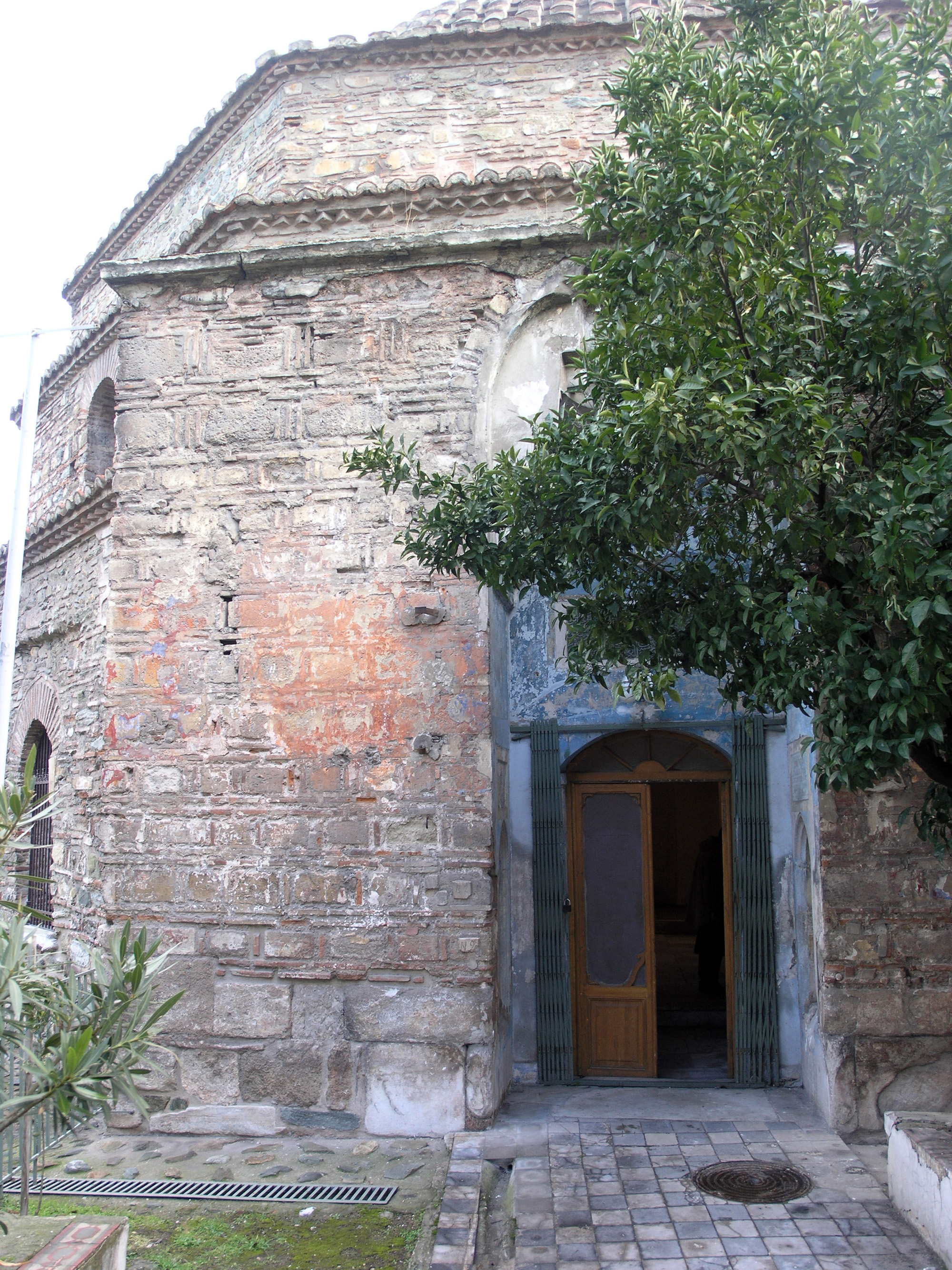
Entrée des bains côté hommes
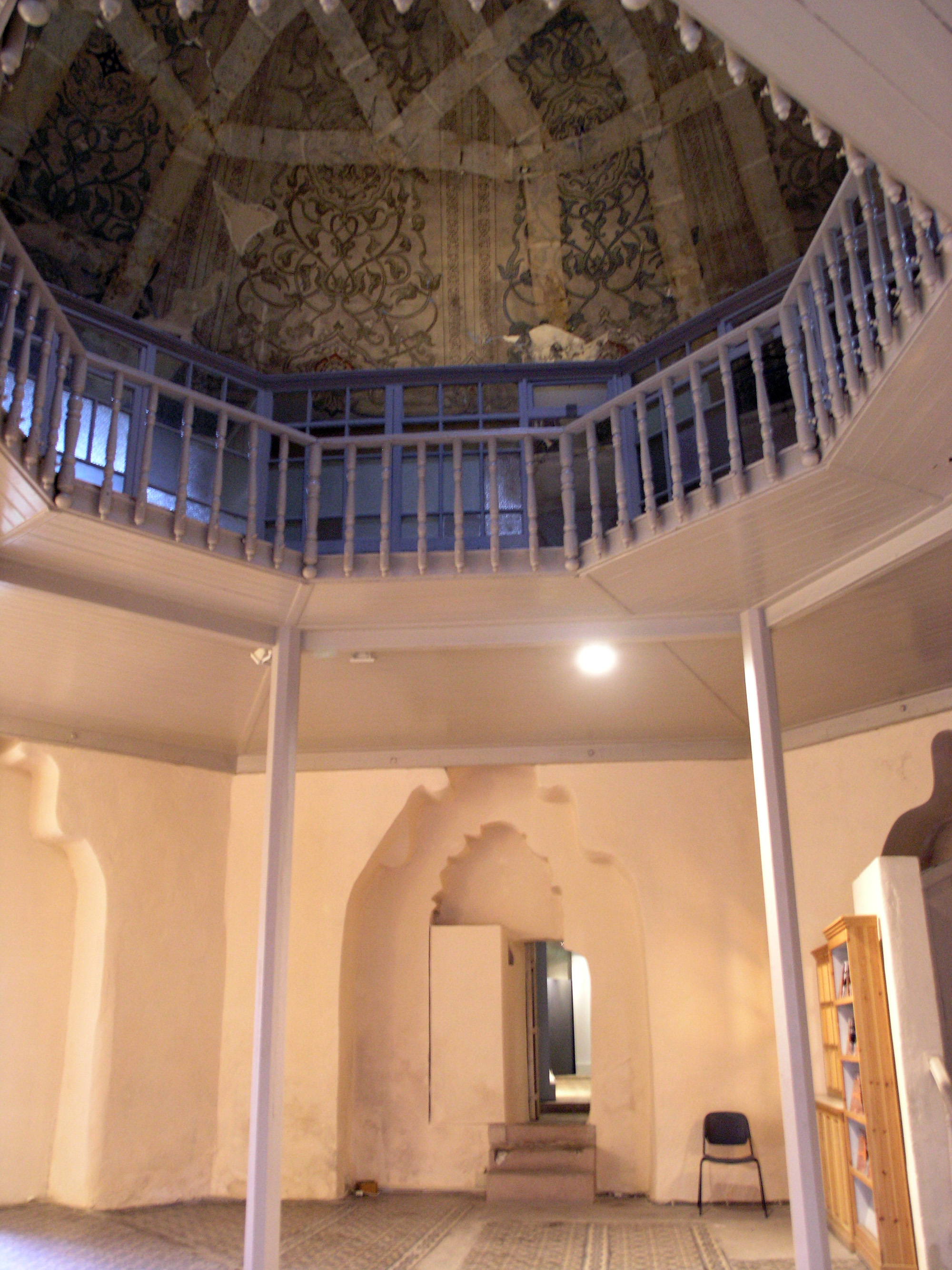
Chambre froide de la partie masculine
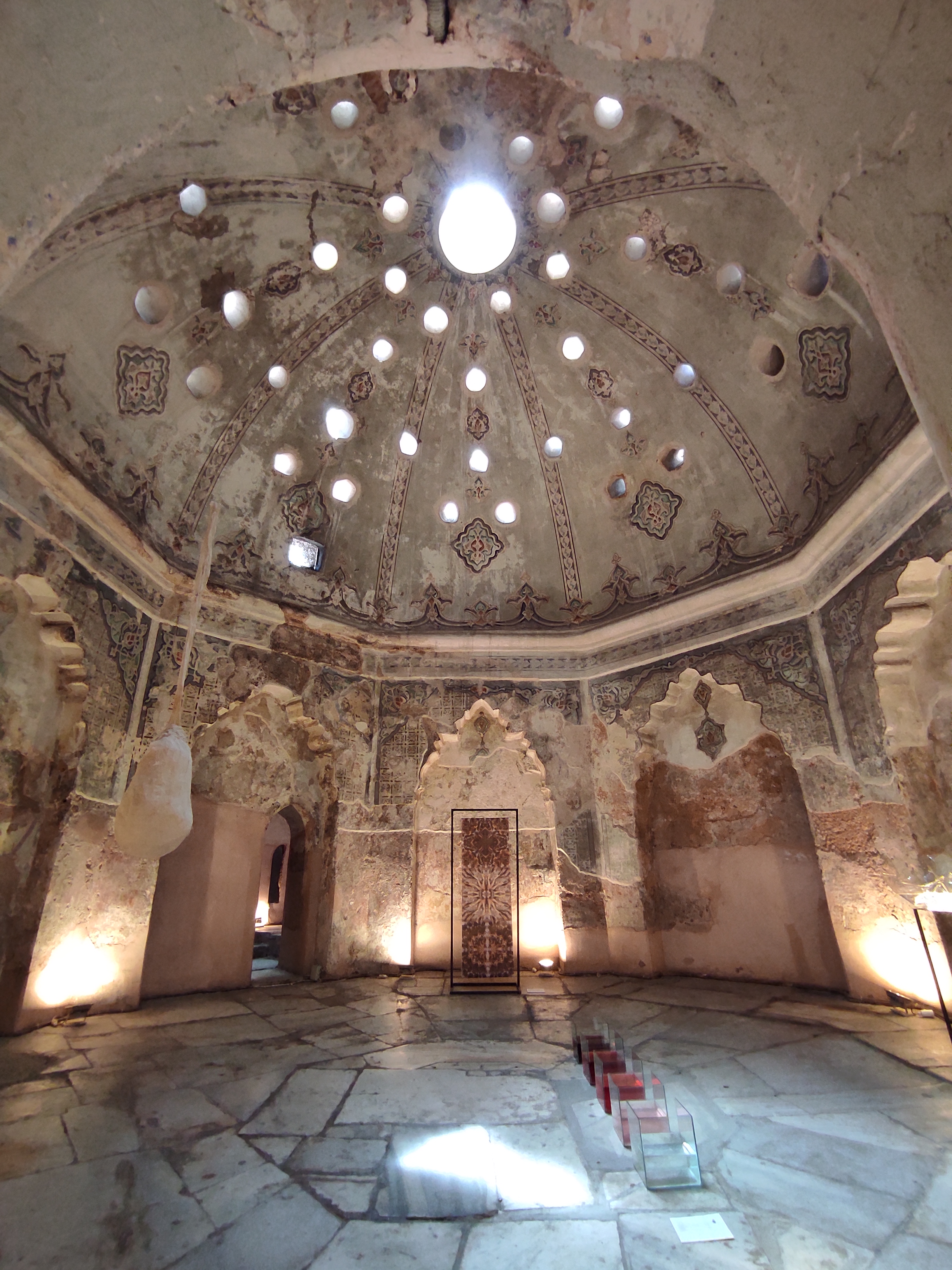
Chambre tiède de la partie masculine
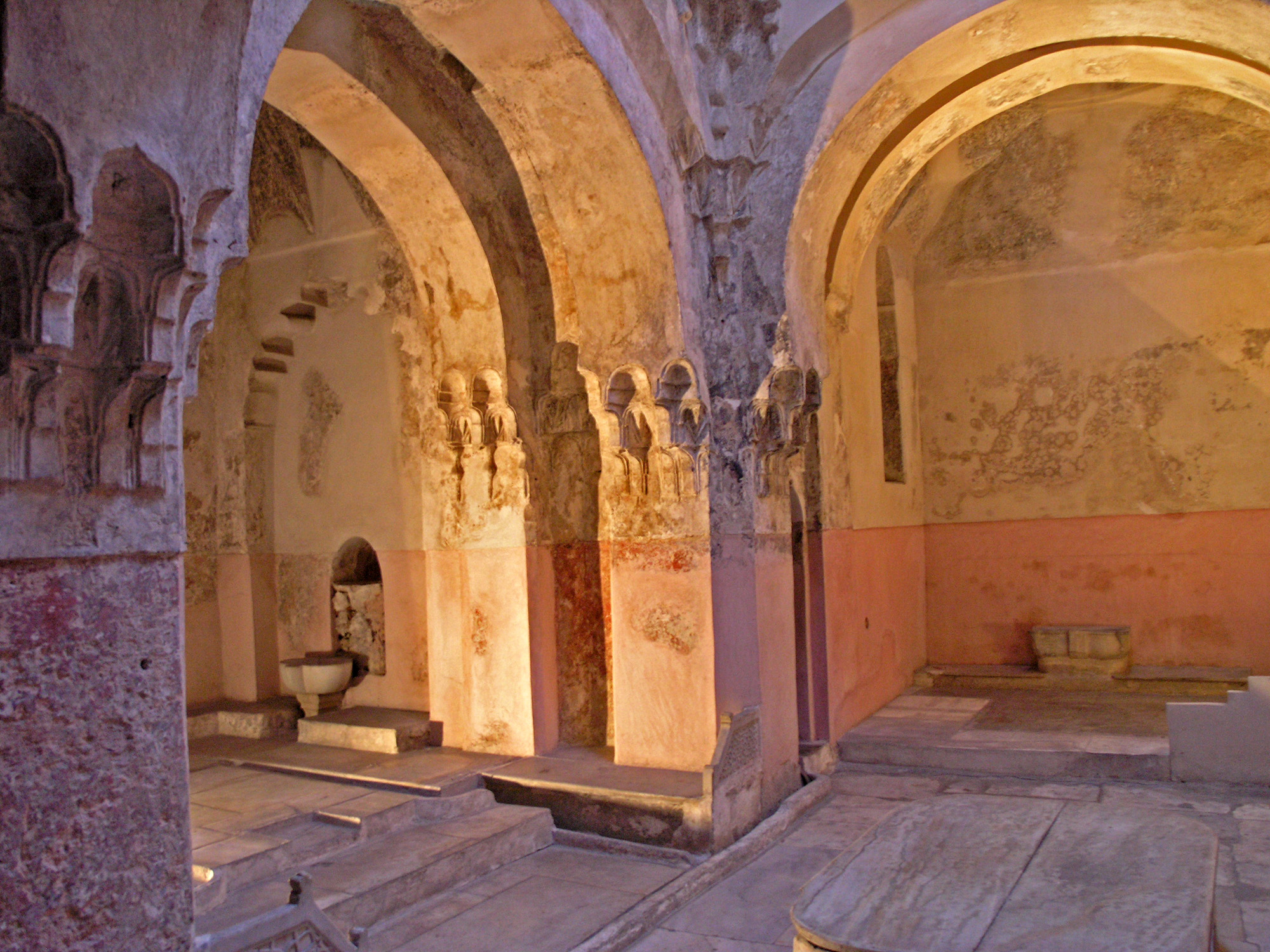
Chambre chaude de la partie masculine
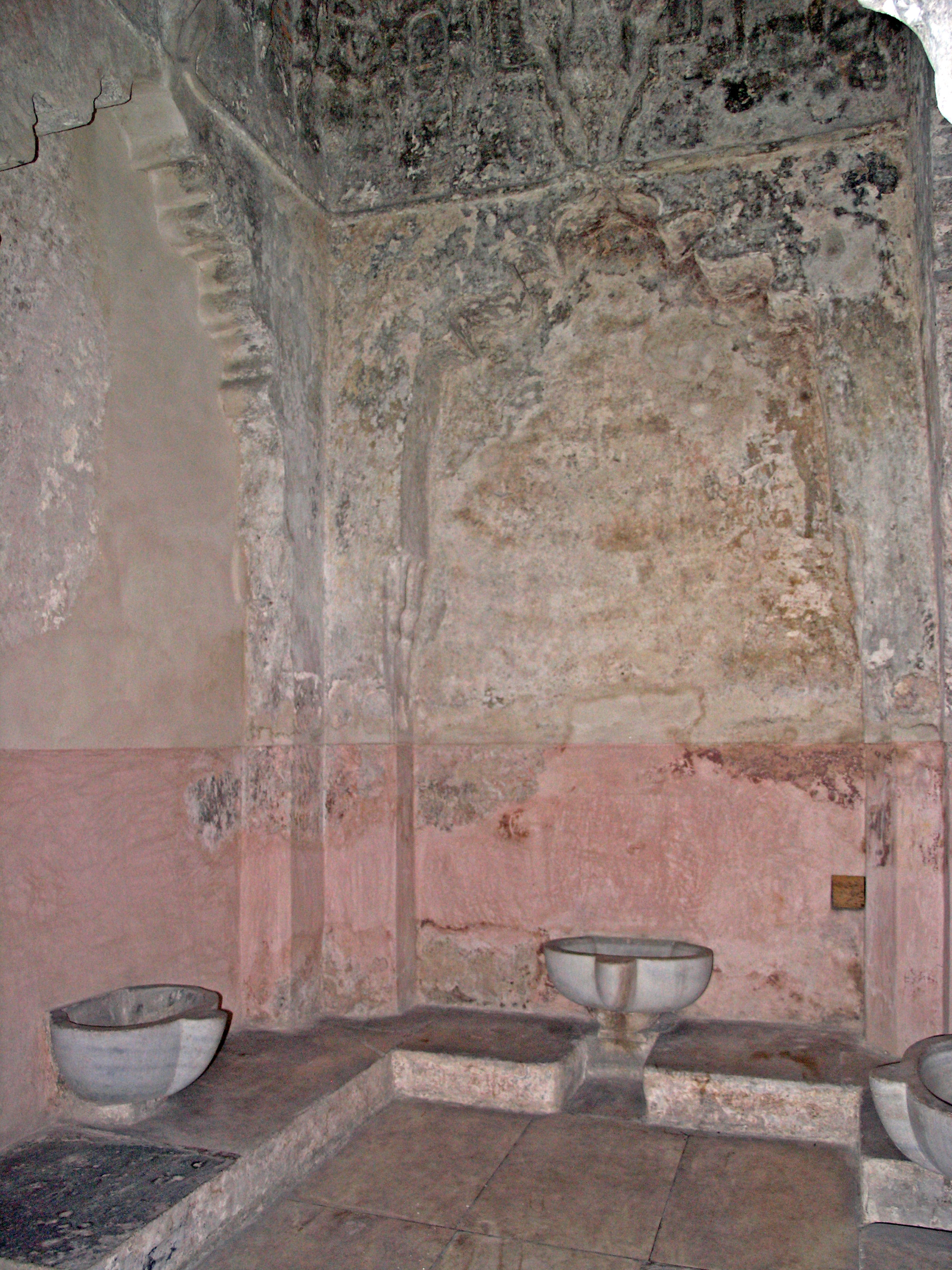
Chambre chaude de la partie masculine
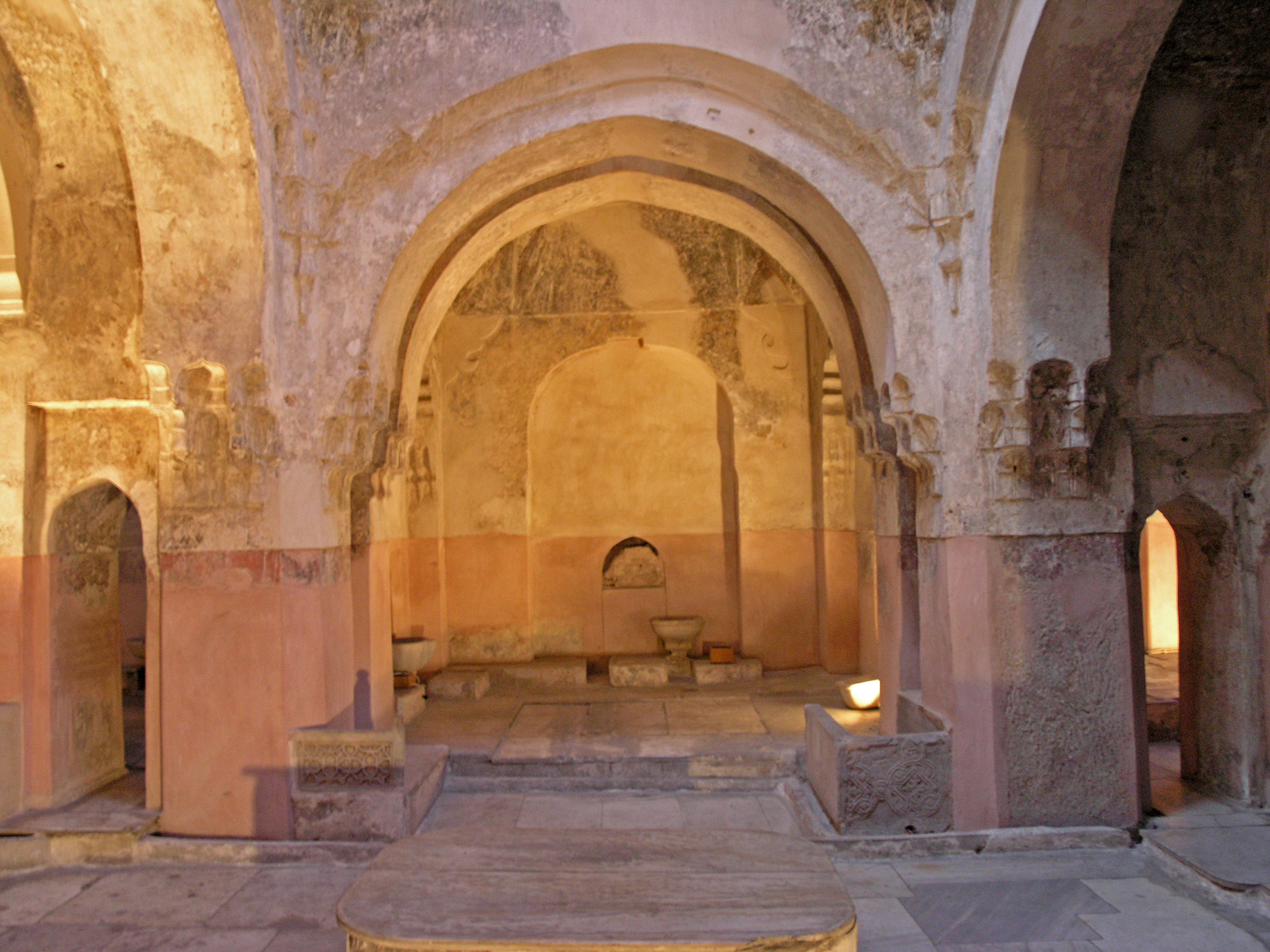
Chambre chaude de la partie masculine